# Joe Mazzulla
Joseph «Joe» Mazzulla (Johnston, Rhode Island, 30 de junio de 1988) es un entrenador de baloncesto estadounidense que dirige a los Boston Celtics de la NBA.

## Trayectoria deportiva

### Universidad
Jugó cuatro temporadas con los Mountaineers de la Universidad de Virginia Occidental, en las que promedió 7,7 puntos, 4,2 asistencias y 3,8 rebotes por partido. En el total de su carrera anotó 700 puntos y repartió 340 asistencias.

### Entrenador

#### NCAA
Poco después de graduarse de la universidad, a Mazzulla le ofrecieron un trabajo de entrenador en Nova Southeastern, de la División II de la NCAA. Lo rechazó para buscar mejores oportunidades profesionales. No encontró equipo en el extranjero y en septiembre de 2011 se unió a la universidad de Glenville State como asistente. Fue contratado como asistente en Fairmont State a las órdenes de Jerrod Calhoun en 2013. Durante la temporada 2016-17, se desempeñó como asistente de los Maine Red Claws de la NBA G League. La temporada siguiente fue nombrado entrenador principal en Fairmont State, puesto que ocupó durante dos temporadas.

#### NBA
En junio de 2019 fue contratado como entrenador asistente de los Boston Celtics.
El 22 de septiembre de 2022, fue nombrado entrenador jefe interino de los Celtics después de que Ime Udoka fuera suspendido para toda la temporada 2022-23. El 1 de diciembre de 2022 fue nombrado Entrenador del Mes de la Conferencia Este de octubre y noviembre, después de que los Celtics comenzaran su temporada con un récord de 18–4, el mejor de la liga. El 30 de enero de 2023 se anunció que sería el entrenador del Team Giannis para el All-Star Game de 2023 en Salt Lake City, por dirigir al equipo con mejor balance de la Conferencia Este. El 16 de febrero, debido a la buena campaña de Mazzulla, los Celtics decidieron ascenderlo de interino a entrenador principal del equipo.
Al comienzo de su segunda temporada en Boston, la 2023-24, fue nombrado entrenador del mes de diciembre de la conferencia Este. También fue nombrado entrenador del mes de marzo. Con un récord de 64-18, el mejor de la liga, los Celtics no solo tuvieron su primera temporada con más de 60 victorias desde 2009, sino que también obtuvieron el primer puesto general en la NBA y la ventaja de jugar en casa durante los playoffs por primera vez desde que lograron el título en la temporada 2007-08. El 17 de junio de 2024 se convierte en campeón de la NBA tras la victoria de Boston en las Finales a Dallas Mavericks (4-1).
Durante su tercer año con los Celtics, en la 2024-25, fue elegido entrenador del mes de marzo de la conferencia Este.
En agosto de 2025 firma una extensión de contrato con Boston.

## Estadísticas como entrenador
|  | Récord de la NBA |

| Equipo | Año     | P   | V   | D  | V–D% | Finalizado       | PP | VP | DP | PV–D% | Resultado                            |
| ------ | ------- | --- | --- | -- | ---- | ---------------- | -- | -- | -- | ----- | ------------------------------------ |
| Boston | 2022-23 | 82  | 57  | 25 | .695 | 1.º en Atlántico | 20 | 11 | 9  | .550  | Pierde en Finales de Conferencia     |
| Boston | 2023-24 | 82  | 64  | 18 | .780 | 1.º en Atlántico | 19 | 16 | 3  | .842  | Gana Campeonato NBA                  |
| Boston | 2024-25 | 82  | 61  | 21 | .744 | 1.º en Atlántico | 11 | 6  | 5  | .545  | Pierde en Semifinales de Conferencia |
| Total  | Total   | 246 | 182 | 64 | .740 |                  | 50 | 33 | 17 | .660  |                                      |